# Hanriot H.180
Hanriot H.170, H.180 và H.190 là họ các máy bay thông dụng hạng nhẹ, sản xuất ở Pháp trong thập niên 1930.

## Biến thể

### H.170
- H.170
- H.171
- H.172
  - H.172B
  - H.172N
- H.173
- H.174
- H.175

### H.180
- H.180
  - H.180T
  - H.180M
- H.181
- H.182
- H.183
- H.184
- H.185

### H.190
- H.190
  - H.190M
- H.191
- H.192
  - H.192B
  - H.192N
- H.195

## Quốc gia sử dụng
Pháp
- Không quân Pháp
- Hải quân Pháp

 Cộng hòa Tây Ban Nha
- Không quân Cộng hòa Tây Ban Nha

 Thổ Nhĩ Kỳ
- Không quân Thổ Nhĩ Kỳ

## Tính năng kỹ chiến thuật (H.182)
Đặc điểm tổng quát
- Kíp lái: 2
- Chiều dài: 7.22 m (23 ft 8 in)
- Sải cánh: 12.00 m (39 ft 5 in)
- Chiều cao: 3.15 m (10 ft 4 in)
- Diện tích cánh: 19.0 m2 (204 ft2)
- Trọng lượng rỗng: 604 kg (1,331 lb)
- Trọng lượng có tải: 887 kg (1,955 lb)
- Powerplant: 1 × Renault 4Pei, 104 kW (140 hp)

Hiệu suất bay
- Vận tốc cực đại: 190 km/h (120 mph)
- Tầm bay: 600 km (370 dặm)
- Trần bay: 5,500 m (18,400 ft)